# Benito Martínez
Benito Martínez Abrogan (19. juni 1880 – 11. oktober 2006) var en cubaner, som hævdede, at han var verdens ældst levende person. Han påstod, at han blev født 19. juni 1880 i nærheden af Cavaillon, Haiti, men han havde ingen dokumenter, som kunne bevise dette. Cubansk sygehuspersonel udtalte, at han var mindst 119 år da han døde, men hvordan de kom frem til denne alder, blev aldrig offentliggjort.
1. ↑  Navnet er anført på bokmål og stammer fra Wikidata hvor navnet endnu ikke findes på dansk.